# Гентин
Генти́н (нем. Genthin) — город в Германии, в земле Саксония-Анхальт. 
Входит в состав района Йерихов. Подчиняется управлению Гентин.  Население составляет 15 498 человек (на 31 декабря 2010 года). Занимает площадь 103,73 км². Официальный код  —  15 3 58 014.
Город подразделяется на 8 городских районов. В 2009 году в состав города вошли деревни Тухайм и Паплиц.

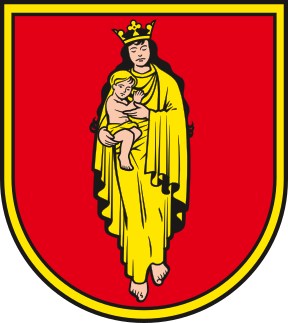
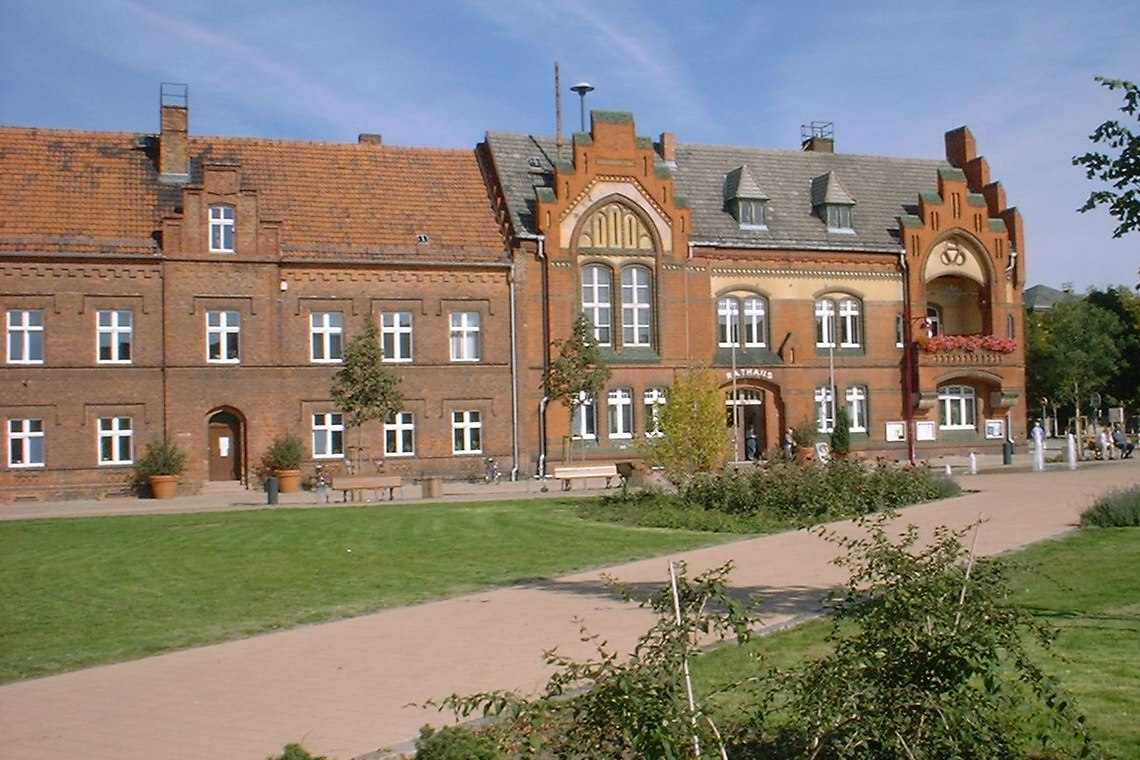
Ратуша
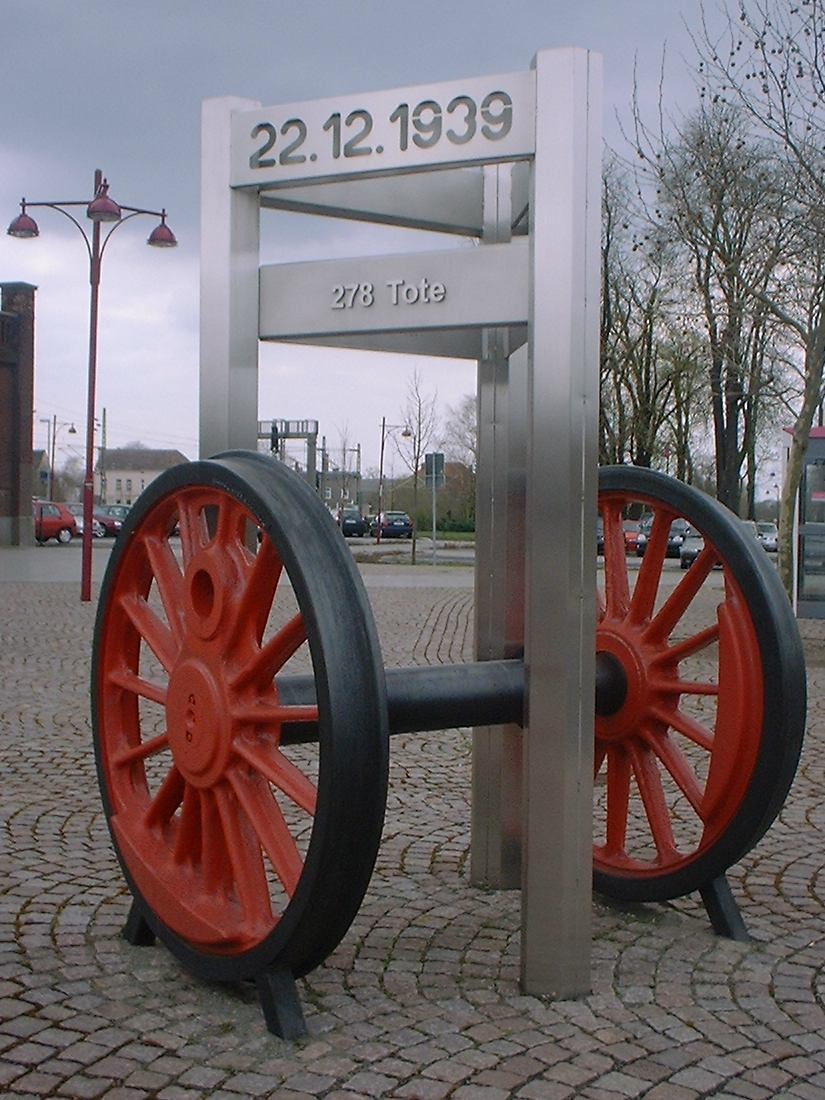
Памятник
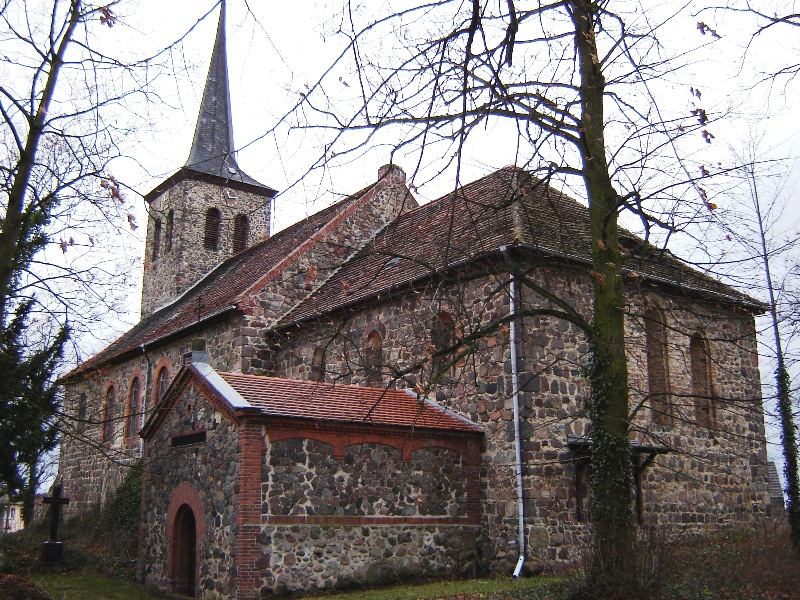
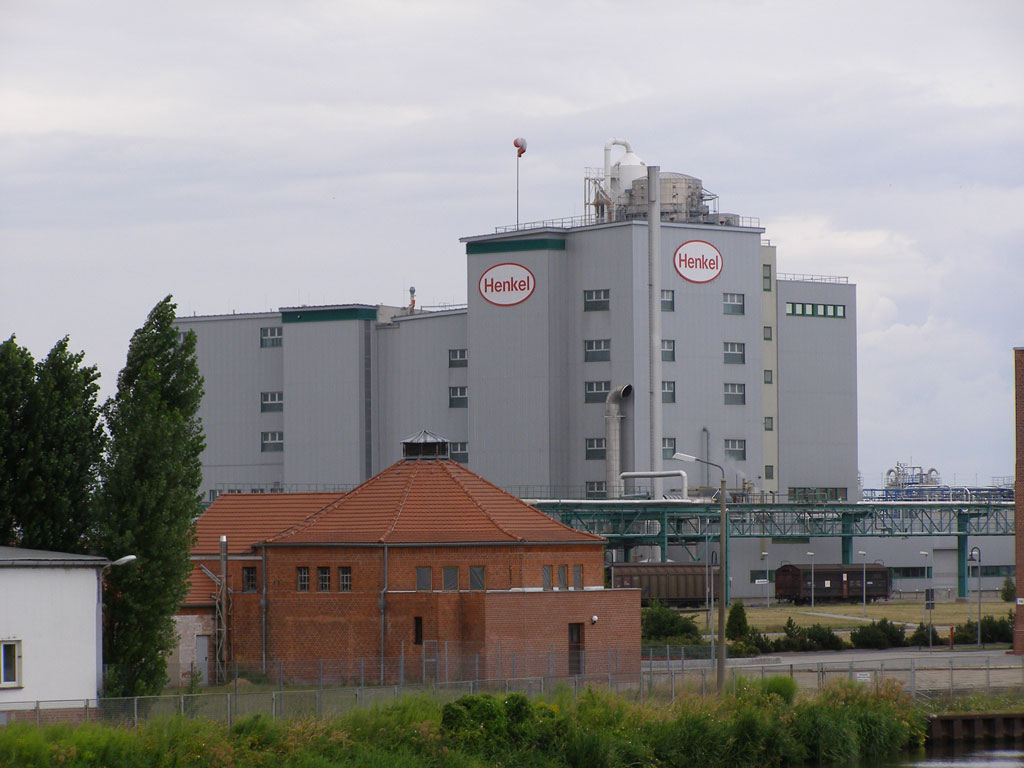